# Сант-Аполлинаре
Сант-Аполлинаре (итал. Sant'Apollinare) — коммуна в Италии, располагается в регионе Лацио, в провинции Фрозиноне.
Население составляет 2003 человека (2008 г.), плотность населения составляет 117 чел./км². Занимает площадь 17 км². Почтовый индекс — 3048. Телефонный код — 0776.
Покровителем коммуны почитается святой Аполлинарий Равеннский, празднование 23 июля.

## Демография
Динамика населения:

## Администрация коммуны
- Официальный сайт: https://web.archive.org/web/20060813092650/http://www.comunedisantapollinare.it/